# Tumbukské náboženství
Tumbukské náboženství nebo také tumbukská mytologie (Tumbuka mythology) je tradiční africké náboženství afrického etnika Tumbuků. Tumbukové jsou etnickou skupinou žijící převážně v Malawi, Zambii a Tanzanii. Nejvyšší Bůh stvořitel je nazýván Chiuta (s významem velký luk) a na obloze se projevuje duhou. V tomto – podobně jako v ostatních ústně tradovaných – náboženství existuje více verzí mýtu o stvoření. Mýtus má člověka vést k mravnému životu v tumbukské společnosti. V příbězích se objevují tři zvířata: želva (považovaná za nejmoudřejší zvíře), hyena (považovaná za škůdce) a zajíc (považovaný za chytrého podvodníka).
Další jména pro Boha Chiutu v různých oblastech jsou Mulengi, Mwenco a Wamtatakuya. Bůh Chiuta je všudypřítomný a vševědoucí – lze se modlit přímo k němu (což není v okolních náboženstvích obvyklé), ovšem i duchové předků mají při modlitbě k Bohu značnou sílu. Vedle deště je Chiuta spojován také s duhou a bouřkou. Mýtus o stvoření vypovídá, že na počátku existovala jen země a Bůh Chiuta; na povrchu nebyla žádná voda. Později Chiuta stvořil mraky, déšť a blesky a následně lidi i zvířata. Ohledně původu smrti mýtus hovoří o chameleonovi a ještěrce, jako u středoafrických bantuských kmenů.
Dnes se mnoho Tumbuků hlásí ke křesťanství, běžná je však podle afrikanisty a religionisty O. Havelky také vícečetná náboženská identita, kdy vedle křesťanství lidé ctí rovněž náboženství svých předků. Výjimkou nejsou ani rozličné náboženské synkretismy.